# فلاد ميهالكيا
فلاد ميهالكيا (بالرومانية: Vlad Mihalcea) (28 أكتوبر 1998 ببراشوف في رومانيا - ) هو لاعب كرة قدم روماني في مركز الوسط. شارك مع منتخب رومانيا تحت 17 سنة لكرة القدم. أما مع النوادي، فقد لعب مع نادي ستيوا بوخارست وLPS HD Clinceni ‏ ونادي ستيوا بوخارست الثاني ‏ وبولي تيميشوارا ‏.

## وصلات خارجية
- فلاد ميهالكيا على موقع الاتحاد الأوربي (الإنجليزية)
- فلاد ميهالكيا على موقع قاعدة بيانات كرة القدم.إي يو (الإنجليزية)
- فلاد ميهالكيا على موقع Soccerway.com (الإنجليزية)
- فلاد ميهالكيا على موقع AS.com (الإسبانية)